# Onciale 0173
- Papyrus
- Onciale
- Minuscules
- Lectionnaire

Le Codex 0173, portant le numéro de référence 0173 (Gregory-Aland), est un manuscrit du Nouveau Testament sur parchemin écrit en écriture grecque onciale.

## Description
Le codex se compose d'une folio. Il est écrit en une colonne, de 9 lignes par colonne. Les dimensions du manuscrit sont 8 x 6.5 cm. Les paléographes datent ce manuscrit du Ve siècle,.
C'est un manuscrit contenant le texte incomplet de l'Épître de Jacques (1,25-27). 
Le texte du codex représenté est de type alexandrin. Kurt Aland le classe en Catégorie II. 
Le manuscrit a été examiné par Ermenegildo Pistelli et Mario Naldini. 
Lieu de conservation
Il est actuellement conservé à la Bibliothèque Laurentienne (PSI 5) de Florence.